# 扎库齐牛录乡
扎库齐牛录乡，是中国新疆维吾尔自治区伊犁哈萨克自治州察布查尔县下辖的一个乡镇级行政单位。

## 行政区划
扎库齐牛录乡共辖以下地区：
扎库齐牛录村、查干布拉格村、寨牛录村、铁尔曼布拉格村、纳尔浑村。